# Агрозёмы
Агрозёмы — почвы, существенным образом преобразованные в результате длительного агротехнического воздействия — распашки, применения удобрений, выращивания различных культурных растений и пр. Различные типы агрозёмов существенно отличаются друг от друга, что связано как с неантропогенными факторами — в первую очередь свойствами исходной почвы, — так и с длительностью и характером воздействия на почву человека.
Антропогенные преобразования в агрозёмах сильнее всего проявляются в поверхностном горизонте (так называемом пахотном горизонте), для которого характерна однородность и мощность более 25 см. По сравнению с поверхностным слоем исходной почвы в пахотном горизонте происходят изменения физических, химических и биологических свойств почвы, при этом не всегда такие изменения являются положительными, ведущими к повышению плодородия: в агрозёмах могут наблюдаться различные отрицательные изменения, включая загрязнение почвы, её уплотнение, снижение содержания в ней органических веществ. Вниз по профилю для агрозёмов характерна резкая смена пахотного горизонта каким-либо естественным горизонтом.
Понятие «агрозём» и сопутствующие ему термины были введены в 1997 году в нормативном документе «Классификация почв России», изданном Почвенным институтом имени В. В. Докучаева. В этом документе, который стал результатом доработки и переработки действовавшей с 1977 года «Классификации и диагностики почв СССР», антропогенно-преобразованные почвы впервые были включены в общую систему классификации почв. В соответствие в новой классификацией агрозёмы образуют почвенный таксон в ранге отдела в составе ствола постлитогенных почв; в отделе агрозёмов выделяют 13 почвенных типов.